# Кондак
Кондак (фр. Condac) насеље је и општина у западној Француској у региону Поату-Шарант, у департману Шарант која припада префектури Ангулем.
По подацима из 2011. године у општини је живело 467 становника, а густина насељености је износила 48,7 становника/km². Општина се простире на површини од 9,59 km². Налази се на средњој надморској висини од 85 метара (максималној 141 m, а минималној 77 m).

## Демографија
| 1962. | 1968. | 1975. | 1982. | 1990. | 1999. | 2011. |
| ----- | ----- | ----- | ----- | ----- | ----- | ----- |
| 277   | 327   | 376   | 401   | 429   | 470   | 467   |

График промене броја становника у току последњих година